# Semur-en-Auxois
Semur-en-Auxois – miejscowość i gmina we Francji, w regionie Burgundia-Franche-Comté, w departamencie Côte-d’Or.
Według danych na rok 1990 gminę zamieszkiwało 4545 osób, a gęstość zaludnienia wynosiła 237 osób/km² (wśród 2044 gmin Burgundii Semur-en-Auxois plasuje się na 49. miejscu pod względem liczby ludności, natomiast pod względem powierzchni na miejscu 476.).
W XIX wieku Eugène Viollet-le-Duc odrestaurował kościół Notre Dame.

## Współpraca
Miejscowość partnerska:
- Ciney, Belgia